# スティーヴ・ペリー
スティーヴ・ペリー（Steve Perry、1949年1月22日 - ）は、アメリカの歌手、ミュージシャン。ロック・バンド、ジャーニーの元ボーカリスト。
「ローリング・ストーンの選ぶ歴史上最も偉大な100人のシンガー」において第76位に選出された。

## 来歴
カリフォルニア州出身でポルトガル系アメリカ人。父レイモンド・ペリー（ポルトガル語の姓はペレイラ）はシンガーであり、音楽やミュージシャンに慣れ親しんで育ったが、両親の離婚後母親に引き取られたため、彼の心に深い傷となって残った。1970年代からエイリアン・プロジェクトというバンドで音楽活動を始め、メジャーデビューを控えていたが、その直前にベーシストが事故死したことによりバンドは解散。それを機に音楽活動を諦め、その後は郷里で農業を営んでいたが、業界関係者を通じてエイリアン・プロジェクトのデモテープを耳にした、当時のジャーニーのマネージャー、ハービー・ハーバートが白羽の矢を立てた。ほどなくしてオーディションに合格したペリーは、ジャーニーの初代専任ボーカリスト、ロバート・フライシュマンとツアー中に入れ替わる形でバンドに加入した。
その後のジャーニーは、それまでのプログレッシブ・ロック風の音楽性をポップな方向に変えていく。加えて精力的なツアーをこなして人気の地歩を固め、1980年代前半にはバンド史上類例のない多数のヒット曲をチャートへ送り込む原動力となった。
ジャーニーが、アルバム『エスケイプ』並びに『フロンティアーズ』でスターへの仲間入りを果たした後、ネームバリューを得たペリーは、1984年にソロ活動も始めた。その中でも、当時交際中だった女性への想いを歌った「Oh, シェリー」は、ソロ・デビュー・アルバム『ストリート・トーク』の人気を牽引し、一説には「アメリカで知らない人がいない」と言わしめる程のヒット曲となった（ちなみに、時期は前後するがペリーは以前にもケニー・ロギンスやネッド・ドヒニーのアルバムにゲスト参加したことがあった）。アルバム『ストリート・トーク』は、ジャーニーの楽曲とは一風異なるR&B寄りの作風で、彼独自の持ち味を広く訴求することに成功し、上述の「Oh, シェリー」の他にも「フーリッシュ・ハート」や「ストラング・アウト」などのヒット曲を生み出している。

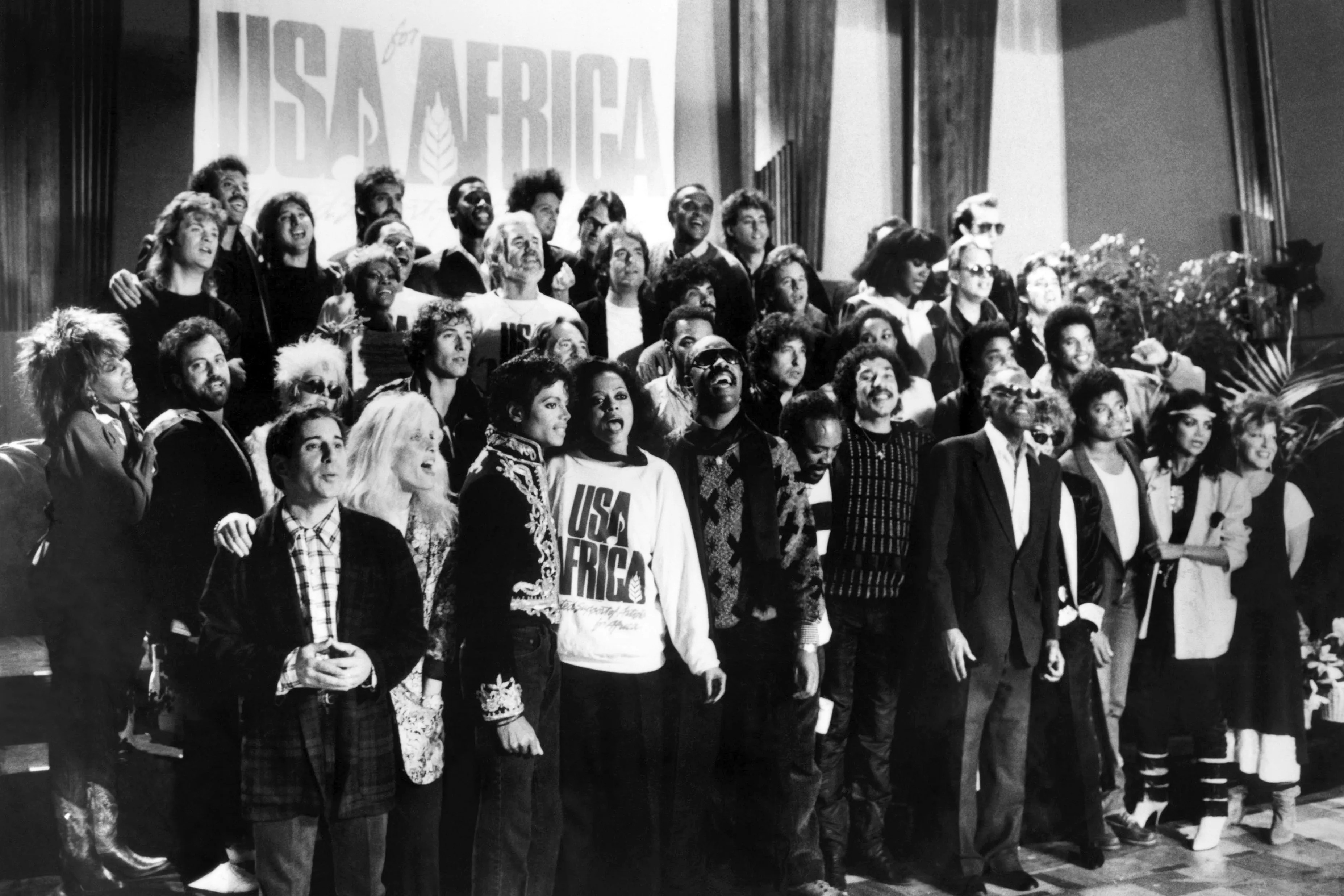
USAフォー・アフリカにてウィ・アー・ザ・ワールドを歌う

1985年にはUSAフォー・アフリカのアルバムにも参加し、メイン曲「ウィ・アー・ザ・ワールド」ではマイケル・ジャクソンやレイ・チャールズ、スティーヴィー・ワンダー、ボブ・ディラン、ポール・サイモン、ダイアナ・ロス、ブルース・スプリングスティーン、ライオネル・リッチーなど、数多の人気ミュージシャンと共演しつつ、新曲「モーメント・ガール」も提供している。
1986年のジャーニーのアルバム『Raised On Radio〜時を駆けて』ではプロデュースも担当するなど、ボーカリストに留まらない活躍を見せたが、1987年のツアー中にジャーニーを脱退。その後はしばらく表舞台から遠ざかっていたが、およそ7年の時を経て1994年にソロ・アルバム『ストレンジ・メディスン』を発表し、ファンの注目を集めた。ペリーは、このアルバムを引っ提げてツアーを行い、日本での公演も予告されていたが肺の感染症が原因で体調を崩しツアーを中断。療養生活の中で、彼は自身が脱退後に空中分解の状態となっていたジャーニーの再結成へ向けて可能性を模索し始め、やがてメンバーとの合流を果たす。
1996年に再結成したジャーニーの中核としてアルバム『トライアル・バイ・ファイアー』で腕を振るうが、退行性骨関節疾患を患いツアーへの参加が困難な状態となった。メンバーとの協議の末、1998年に正式にバンドから脱退。その後は、ワーナー・ブラザースのアニメ映画『魔法の剣 キャメロット』のオリジナルサウンドトラックにおける主題曲の競演や、2003年には映画『モンスター』のサウンドトラックのプロデュースも手掛けたほか、アンブロージアで知られるデイヴィッド・パックの作品にゲスト・ボーカルとして参加している。それ以外は表立った音楽活動をほとんど行っていなかった。
2014年6月、何の前触れもなくイールズのライブにゲスト参加し、その際に、2015年12月に3枚目のソロ・アルバムをリリースすることを表明したが、予定の実現はなかった。2017年4月にはロックの殿堂入りしたジャーニーの旧メンバーとして授賞式に参加した。ステージ上では、ジャーニーに在籍した者として、受賞の喜びと在籍中に関わったメンバーへの感謝を伝え、現ボーカリストのアーネル・ピネダには、ジャーニーで10年間頑張っていることへの賛辞を送った。授賞式ではメッセージのみで、授賞式後のライブには出ていない。また、ニュー・アルバムを秋にリリースすると言及したが叶わなかった。
2018年8月15日、それまで準備中だった公式サイトで、黒画面のバックに「I Know It’s Been A Long Time Comin’…（長らく待たせていたのはわかってる）」の文字動画が現れた。一部でAmazonがリークしたとされているが、ニュー・アルバム『トレイシズ』の2018年10月5日に全世界同時リリースとシングルカット曲「No Erasin」も発表された。前作『ストレンジ・メディスン』から、約四半世紀を経ての3枚目のソロ・アルバムとなる。

## ディスコグラフィ

### スタジオ・アルバム
- 『ストリート・トーク』 - Street Talk (1984年)
- 『ストレンジ・メディスン』 - For the Love of Strange Medicine (1994年)
- 『トレイシズ』 - Traces (2018年)
- 『トレイシズ〜オルタネイト・ヴァージョンズ&スケッチズ』 - Traces (Alternate Versions & Sketches) (2020年)
- The Season (2021年) ※クリスマス/ホリデー・アルバム[3]

### コンピレーション・アルバム
- 『グレイテスト・ヒッツ+5』 - Greatest Hits + Five Unreleased (1998年)
- Playlist: The Very Best of Steve Perry (2009年)
- Oh Sherrie: The Best of Steve Perry (2010年)

### シングル
- 「サンライズ・パーティー」 - "Don't Fight It" (1982年) ※with ケニー・ロギンス
- 「Oh, シェリー」 - "Oh Sherrie" (1984年)
- "I Believe" (1984年)
- 「シーズ・マイン」 - "She's Mine" (1984年)
- 「ストラング・アウト」 - "Strung Out" (1984年)
- 「フーリッシュ・ハート」 - "Foolish Heart" (1984年)
- "If Only for the Moment, Girl" (1985年) ※アルバム『ウィ・アー・ザ・ワールド』(USAフォー・アフリカ)収録
- 「遥かなる時」 - "You Better Wait" (1994年)
- "Missing You" (1994年)
- "Young Hearts Forever" (1994年)
- 「エニイウェイ」 - "Anyway" (1994年)
- "Donna Please" (1995年)
- "I Stand Alone" (1998年)
- "When You're in Love (For the First Time)" (1998年)
- "No Erasin’" (2018年)
- "No More Cryin'" (2018年)
- "We're Still Here" (2018年)
- "Sun Shines Gray" (2019年)
- "Silver Bells" (2019年)

### ジャーニー

#### スタジオ・アルバム
- 『インフィニティ』 - Infinity (1978年)
- 『エヴォリューション』 - Evolution (1979年)
- 『ディパーチャー』 - Departure (1980年)
- 『夢、夢のあと』 - Dream, After Dream (1980年) ※高田賢三監督の同名映画サウンドトラック
- 『エスケイプ』 - Escape (1981年)
- 『フロンティアーズ』 - Frontiers (1983年)
- 『Raised On Radio〜時を駆けて』 - Raised on Radio (1986年)
- 『トライアル・バイ・ファイアー』 - Trial by Fire (1996年)

#### ライブ・アルバム
- 『ライヴ・エナジー』 - Captured (1981年)
- 『グレイテスト・ヒッツ・ライヴ』 - Greatest Hits Live (1998年)
- 『ライヴ・イン・ヒューストン〜1981年エスケイプ・ツアー』 - Live in Houston 1981: The Escape Tour (2005年)